# استان اکوبامبا
استان اکوبامبا (به اسپانیایی: Acobamba Province) یک  اکوبامبا در پرو است که در منطقه اوئانکاولیکا واقع شده‌است.

## خصوصیات
استان اکوبامبا ۹۱۰٫۸۲ کیلومترمربع مساحت و ۶۲٬۸۶۸ نفر جمعیت دارد.